# Малое Сескино
Малое Сескино — деревня в Дальнеконстантиновском районе Нижегородской области. Входит в состав Сарлейского сельсовета.

## География
Находится в 7 км от Дальнего Константинова и в 65 км от Нижнего Новгорода.

## История
В «Списке населенных мест» Нижегородской губернии по данным за 1859 год значится как владельческая деревня при ключах и прудах 66 верстах от Нижнего Новгорода. В деревне насчитывалось 100 дворов и проживал 631 человек (286 мужчин и 345 женщин). В национальном составе населения преобладали терюхане.

## Население
| 2002 | 2010 |
| ---- | ---- |
| 137  | ↘99  |

Национальный состав
Согласно результатам переписи 2002 года, в национальной структуре населения русские составляли 100 % из 137 человек..